# Верхний Арняш
Верхний Арняш — деревня в Мамадышском районе Татарстана. Входит в состав Албайского сельского поселения.

## География
Находится в центральной части Татарстана на расстоянии приблизительно 43 км на запад по прямой от районного центра города Мамадыш у речки Берсут.

## История
Известна с 1619 года, упоминалась также как Казаклар. С начала XIX века здесь кроме татар проживали и русские. Относится к населенным пунктам с кряшенским населением.

## Население
Постоянных жителей было: в 1859—253, в 1897—496, в 1908—548, в 1920—497, в 1926—556, в 1938—486, в 1949—252, в 1958—344, в 1970—345, в 1979—288, в 1989—213, в 2002 году 121 (татары 56 %, кряшены 41 %, фактически все кряшены), в 2010 году 91.